# Sellos de España en 2009
Los sellos de España en el año 2009 fueron puestos en circulación por la Sociedad Estatal Correos y Telégrafos de España (la impresión se realizó en la Fábrica Nacional de Moneda y Timbre). En total se emitieron 92 sellos postales (11 en hoja bloque), comprendidos en 41 series filatélicas de temáticas diversas.

## Descripción
| Fecha de emisión | Nombre de la serie y/o del sello (descripción) | Dimensiones (mm)            | Valor facial (en €) |
| ---------------- | --- | --------------------------- | ------------------- |
| 02.01            | «Autonomías» Carné de ocho sellos referentes a las comunidades autónomas españolas 1) Bandera y perfil geográfico de Asturias | 40,9 × 28,8                 | A                   |
| 02.01            | 2) Bandera y perfil geográfico de Galicia | 40,9 × 28,8                 | A                   |
| 02.01            | 3) Bandera y perfil geográfico de Cantabria | 40,9 × 28,8                 | A                   |
| 02.01            | 4) Bandera y perfil geográfico de Cataluña | 40,9 × 28,8                 | A                   |
| 02.01            | 5) Bandera y perfil geográfico del País Vasco | 40,9 × 28,8                 | A                   |
| 02.01            | 6) Bandera y perfil geográfico de Andalucía | 40,9 × 28,8                 | A                   |
| 02.01            | 7) La bandera de España | 40,9 × 28,8                 | A                   |
| 02.01            | 8) El escudo de España | 40,9 × 28,8                 | A                   |
| 02.01            | «Abanico y mantón de manila» 1) Un abanico sobre un mantón de Manila, ambos coloridos | 40,9 × 28,8                 | B                   |
| 12.01            | «Ciencia - Botánica» 1) El perfil de una hoja dentada | 40,9 × 28,8                 | 0,39                |
| 12.01            | «Ciencia – Genética» 2) Segmento de la cadena del ADN | 40,9 × 28,8                 | 0,43                |
| 14.01            | «Serie básica» 1) La efigie del rey Juan Carlos I en color púrpura | 24,88 × 28,8                | 0,32                |
| 14.01            | 2) La efigie del rey Juan Carlos I en color gris | 24,88 × 28,8                | 0,62                |
| 14.01            | 3) La efigie del rey Juan Carlos I en color verde militar | 24,88 × 28,8                | 2,47                |
| 14.01            | 4) La efigie del rey Juan Carlos I en color azul marino | 24,88 × 28,8                | 2,70                |
| 15.01            | «Diarios centenarios» 1) Motivo alusivo al 120 centenario de la fundación del periódico La Rioja | 40,9 × 28,8                 | 0,32                |
| 20.01            | «Flora y fauna» 1) El carbonero común (Parus major) | 24,5 × 35                   | 0,32                |
| 20.01            | 2) Una hortensia (género Hydrangea) | 24,5 × 35                   | 0,62                |
| 10.02            | «Arqueología» 1) Fragmento del mosaico cosmológico de la Casa del Mitreo en el conjunto arqueológico de Mérida, que representa la figura de Oriens, un joven cuya cabeza se ve coronada con rayos dorados | 40,9 × 28,8                 | 2,70                |
| 10.02            | 2) Fragmento del mosaico que representa a Oceanus, un hombre barbudo rodeado de especies marinas, procedente de la villa de Materno del Parque arqueológico de Carranque (provincia de Toledo) | 40,9 × 28,8                 | 2,70                |
| 17.02            | «Valores cívicos» Tres sellos con motivos alusivos a diversos valores cívicos 1) La campaña Plantemos para el Planeta del Programa de las Naciones Unidas para el Medio Ambiente (PNUMA); el sello muestra varios manos de cuyos dedos índices nacen copas de árboles y la leyenda «¿tú no?» | 40,9 × 28,8                 | 0,32                |
| 17.02            | 2) La lucha contra el cambio climático; el sello ilustra un enchufe de un aparato eléctrico y la insignia «Contra el cambio climático DESCO2NECTA» | 40,9 × 28,8                 | 0,62                |
| 17.02            | 3) La conciliación de la vida laboral y familiar; en el sello se muestra parte de un teclado de ordenador en el que la letra 'H' ha sido sustituida por la imagen de una cuna | 40,9 × 28,8                 | 0,78                |
| 20.02            | «Energías renovables» 1) Energía hidráulica: una represa | 24,88 × 28,8                | 0,32                |
| 20.02            | 2) Energía eólica: un parque de aerogeneradores | 24,88 × 28,8                | 0,43                |
| 20.02            | 3) Energía solar: representación de una célula fotovoltaica | 24,88 × 28,8                | 0,62                |
| 20.02            | 4) Energía geotérmica: esquema de un corte de la corteza terrestre | 24,88 × 28,8                | 0,78                |
| 02.03            | «Objetivos de Desarrollo del Milenio» 1) Motivo alusivo que reproduce un globo terráqueo difuminado, donde los continentes y océanos dan forma a un rostro humano; en solidaridad con el proyecto Objetivos de Desarrollo del Milenio de la ONU del año 2000 | 24,88 × 28,8                | 0,32                |
| 09.03            | «Naturaleza» 1) El parque natural del Cañón del Río Lobos en las provincias de Burgos y de Soria | 40,9 × 28,8                 | 0,43                |
| 09.03            | 2) El parque natural de Izki en la provincia de Álava | 40,9 × 28,8                 | 0,43                |
| 01.04            | «Flora y fauna» 1) Un gladiolo rosa (género Gladiolus) | 24,5 × 35                   | 0,32                |
| 01.04            | 2) El urogallo (Tetrao urogallus) | 24,5 × 35                   | 0,43                |
| 06.04            | «60º aniversario del Consejo de Europa» 1) Diseño alusivo que muestra una letra 'e' en color verde sobre la bandera de la UE | 40,9 × 28,8                 | 0,62                |
| 15.04            | «Faros» 1) El faro de Porto Colom en la costa este de Mallorca | 28,8 × 40,9                 | 0,62                |
| 15.04            | 2) El faro de La Higuera en Matalascañas, Huelva | 28,8 × 40,9                 | 0,62                |
| 15.04            | 3) El faro de Igueldo al oeste de la ciudad de San Sebastián | 28,8 × 40,9                 | 0,62                |
| 15.04            | 4) El faro de Punta de Arinaga en la costa este de la isla de Gran Canaria | 28,8 × 40,9                 | 0,62                |
| 15.04            | 5) La Torre de Hércules en La Coruña | 28,8 × 40,9                 | 0,62                |
| 15.04            | 6) El faro de Torrox en la localidad homónima (Málaga) | 28,8 × 40,9                 | 0,62                |
| 23.04            | «Europa 2009» 1) Serie anual a cargo de PostEurop, ese año dedicada al Año Internacional de la Astronomía; el sello muestra un motivo alusivo con una vista de la Tierra desde el espacio con el sol brillando al fondo | 40,9 × 28,8                 | 0,62                |
| 27.04            | «Bailes y danzas populares» (HB) 1) Las sevillanas | 28,8 × 40,9 (105,6 × 79,2)  | 0,43                |
| 27.04            | 2) La isa, un baile regional de las Canarias | 49,8 × 33,2                 | 0,43                |
| 07.05            | «Efemérides» 1) La imagen del rey Alfonso VI de León y Castilla perteneciente a una miniatura que aparece en un documento del siglo XII (conservado en el archivo de la Catedral de Santiago de Compostela) en conmemoración del IX centenario de su muerte | 28,8 × 40,9                 | 0,39                |
| 07.05            | 2) Reproducción de una imagen de Santo Domingo de la Calzada en un pergamino del siglo XIV, en el que representa la letra 'U', en conmemoración del IX centenario de su fallecimiento | 28,8 × 40,9                 | 0,62                |
| 14.05            | «Bailes y danzas populares» 1) El bolero, baile castellano extendido por toda España y por toda la cuenca del Caribe; el sello ilustra un bolero goyesco | 49,8 × 33,2                 | 0,43                |
| 14.05            | 2) La mateixa, baile popular de las Baleares | 49,8 × 33,2                 | 0,43                |
| 29.05            | «Vidrieras» (HB) 1) Cuatro vidrieras de la Fábrica de Papel de Burgos (dependiente de la Real Casa de la Moneda) que muestran diferentes etapas del proceso de fabricación de papel: la extracción de la pasta de papel de la pila, el escurrido o tamizado de la pasta, su depósito en el molde rectangular donde cogerá la forma y el apilado de las hojas. Esta última da imagen al sello     | 28,8 × 40,9 (79,2 × 105,6)  | 2,70                |
| 04.06            | «Bailes y danzas populares» 1) El aurresku, danza tradicional vasca | 28,8 × 74,7                 | 0,43                |
| 04.06            | 2) La rueda, baile característico de la zona castellano-leonesa | 74,7 × 28,8                 | 0,43                |
| 15.06            | «Moda española» (HB) Cuatro vestidos femeninos realizados por el diseñador de moda Manuel Piña y que forman parte de la colección del Museo Manuel Piña, ubicado en Manzanares (Ciudad Real) 1) Un vestido en retor crudo, azul y verde | 28,8 × 49,8 (105,6 × 150)   | 0,32                |
| 15.06            | 2) Un traje de vestido y chaqueta en punto de lana | 28,8 × 49,8 (105,6 × 150)   | 0,32                |
| 15.06            | 3) Un vestido en retor crudo con aros | 28,8 × 49,8 (105,6 × 150)   | 0,32                |
| 15.06            | 4) Un vestido en blonda con aros y gran cola | 28,8 × 49,8 (105,6 × 150)   | 0,32                |
| 01.07            | «Flora y fauna» 1) La mariposa Graellsia isabelae | 24,5 × 35                   | 0,32                |
| 01.07            | 2) Un geranio rosa (Género Geranium) | 24,5 × 35                   | 0,62                |
| 06.07            | «Patrimonio nacional» (HB) Dos tapices del siglo XVIII elaborados por la Real Fábrica de Tapices 1) El tapiz Juego de la pelota a pala | 49,8 × 33,2 (144 × 115)     | 0,78                |
| 06.07            | 2) El tapiz Juego del bolo | 49,8 × 33,2 (144 × 115)     | 2,70                |
| 10.07            | «X aniversario de la creación del euro» (HB) 1) El sello muestra el reverso de la moneda conmemorativa de 2 euros de 2009 La hoja bloque reproduce parte del diseño del billete de 20 euros | 28,8 × 40,9 (115,2 × 105)   | 1,00                |
| 14.07            | «Seguridad vial» 1) Motivo alusivo a la irresponsabilidad y el peligro de conducir bajo los efectos de alcohol | 24,88 × 28,8                | 0,32                |
| 15.07            | «Personajes» 1) El político zamorano Claudio Moyano Samaniego | 28,8 × 40,9                 | 0,32                |
| 15.07            | 2) El naturalista inglés Charles Darwin | 28,8 × 40,9                 | 0,32                |
| 15.07            | 3) El inventor francés Louis Braille | 28,8 × 40,9                 | 0,32                |
| 22.07            | «Bailes y danzas populares» 1) La muñeira, danza típica de Galicia | 33,2 × 49,8                 | 0,43                |
| 22.07            | 2) El fandango, baile popular español, muy común en toda Andalucía | 33,2 × 49,8                 | 0,43                |
| 05.09            | «Efemérides» 1) La imagen de un biplano con motor de hélices en celebración del centenario del primer vuelo a motor en España, realizado por el piloto Juan Olivert Serra | 40,9 × 28,8                 | 0,32                |
| 07.09            | «Deportes» 1) Un futbolista realizando una tijera y el escudo del club Real Sociedad de Fútbol de San Sebastián en ocasión del centenario de su fundación | 40,9 × 28,8                 | 0,32                |
| 09.09            | «Arquitectura» 1) El Puente de Los Tilos, cercano a la localidad de San Andrés y Sauces (La Palma) | 40,9 × 28,8                 | 0,32                |
| 09.09            | 2) El Canal de Castilla | 40,9 × 28,8                 | 0,32                |
| 09.09            | Los cuatro rascacielos del parque empresarial Cuatro Torres Business Area al norte de Madrid (HB) 3) La Torre de Cristal | 28,8 × 40,9 (150 × 105)     | 0,32                |
| 09.09            | 4) La Torre Caja Madrid | 28,8 × 40,9 (150 × 105)     | 0,32                |
| 09.09            | 5) La Torre Espacio | 28,8 × 40,9 (150 × 105)     | 0,32                |
| 09.09            | 6) La Torre Sacyr Vallehermoso | 28,8 × 40,9 (150 × 105)     | 0,32                |
| 14.09            | «Bailes y danzas populares» 1) El candil, baile típico de Extremadura | 33,2 × 49,8                 | 0,43                |
| 14.09            | 2) Las seguidillas, danza típica manchega | 33,2 × 49,8                 | 0,43                |
| 21.09            | «Castillos» 1) El Castillo de Arévalo en la localidad homónima (Ávila) | 40,9 × 28,8                 | 2,70                |
| 21.09            | 2) El Castillo de Javier en la localidad homónima (Navarra) | 40,9 × 28,8                 | 2,70                |
| 01.10            | «Flora y fauna» 1) Unos pensamientos (familia de las violáceas) | 24,5 × 35                   | 0,32                |
| 01.10            | 2) Una mariposa Hyphoraia dejeani | 35 × 24,5                   | 0,32                |
| 06.10            | «Exfilna 2009» (HB) 1) El grabado L’isle de la Conference, que muestra la casa ceremonial que se construyó en la isla de los Faisanes, sobre el río Bidasoa, sitio donde se reunieron representantes de las coronas de Francia y España en noviembre de 1659 para firmar el tratado conocido como la Paz de los Pirineos; motivo en ocasión de la XLVII Exposición Filatélica Nacional (Exfilna) | 40,9 × 28,8 (105,6 × 79,2)  | 2,47                |
| 08.10            | «UPAEP» 1) Cuatro cartas que muestran los palos de la baraja española: el rey de copas, el tres de bastos, el rey de espadas y el as de oros; es el diseño elegido por España para la emisión conjunta de la UPAEP de ese año bajo el tema "Juegos tradicionales" | 40,9 × 28,8                 | 0,78                |
| 14.10            | «Efemérides» 1) En ocasión del centenario de la Real Federación Española de Fútbol, el sello muestra la figura de un jugador con un balón de fútbol y el logotipo del evento | 28,8 × 40,9                 | 0,32                |
| 15.10            | «Bailes y danzas populares» 1) La sardana, danza típica catalana | 49,8 × 33,2                 | 0,43                |
| 15.10            | 2) La jota, danza popular extendida en gran parte del territorio español (HB) | 28,8 × 40,9 (105, 6 × 79,2) | 0,43                |
| 16.10            | «Micología» 1) La seta Cantharellus cibarius, conocida como rebozuelo o pie de cabra | 40,9 × 28,8                 | 0,32                |
| 16.10            | 2) La seta Boletus pinophilus o boleto del pino | 40,9 × 28,8                 | 0,32                |
| 22.10            | «Pintura» (HB) Dos cuadros de Diego Velázquez 1) Las Meninas, conservado en el Museo de El Prado, Madrid | 40,9 × 28,8 (105,6 × 150)   | 0,62                |
| 22.10            | 2) La Infanta Margarita Teresa con vestido azul, conservado en el Museo de Historia del Arte, Viena | 40,9 × 28,8 (105,6 × 150)   | 0,78                |
| 31.10            | «Navidad 2009» Cuatro obras del pintor J. Carrero 1) Fragmento del cuadro Maternidad con las palabras ‘Feliz Navidad’, ‘Bon Nadal’, ‘Bo Nadal’ y ‘Eguberri Zoriontsuak’ | 40,9 × 28,8                 | 0,32                |
| 31.10            | 2) Llegan los Reyes Magos | 40,9 × 28,8                 | 0,62                |
| 31.10            | 3) Parte izquierda del retablo de la composición mixta Adoración al Niño y paisaje con mujer en rojo (HB) La hoja bloque muestra la composición completa | 28,8 × 74,7 (115,2 × 105)   | 2,47                |
| 31.10            | 4) Parte derecha del retablo | 28,8 × 74,7 (115,2 × 105)   | 2,47                |
| 06.11            | «Juvenia» 1) Diseño ganador de la XXI Exposición Nacional de Filatelia Juvenil Juvenia 2009 celebrada en Mieres (Asturias); el sello muestra, además del logotipo del evento, una panorámica de la plaza de Requejo en la que se ve la escultura del escanciador de sidra y el personaje de tebeos Pinín en su "madreñogiro"                                                                     | 28,8 × 40,9                 | 0,39                |